# Míriam
Segons la Bíblia, Maria o Míriam (hebreu: מִרְיָם בן-עַמְרָם, Miryām bat Amrām‎; מִרְיָם, Miryām, vol dir 'desitjada com a fill', 'amargor', 'rebel'; o potser de l'egipci mry, 'estimada'; o derivat de l'egipci Merit-Amun ('estimada d'Amun'); grec antic: Μαριάμ, Mariam; d'aquest nom deriva el de Maria) era filla d'Amram i Joquèbed i, per tant, germana de Moisès i Aaró.
En les traduccions de la Bíblia al català, tant la traducció feta pels monjos de Montserrat com la traducció interconfessional, tradueixen sistemàticament l'hebreu מִרְיָֽם amb Maria, no pas amb Miriam tot versemblantment a fi de crear, d'aquesta manera, un pont onomàstic entre l'Antic i el Nou Testament.

## Relat bíblic
Quan era joveneta, la seva mare va dipositar el seu germà petit Moisès en una cistella i la deixà a la seva sort a les aigües del riu Nil. Aleshores, va manar a Míriam que seguís la criatura per veure on anava a parar. Va resultar que qui va trobar la cistella fou la filla del faraó d'Egipte, que s'apiadà del nen. Aleshores, Míriam sortí d'entre les herbes i preguntà a la princesa:
-Vols que vagi a buscar una dida hebrea perquè te'l cuidi?
La princesa acceptà l'oferiment. D'aquesta manera, Míriam retornà a casa amb el seu germà Moisès i la seva mare el pogué cuidar un temps més, fins que el portaren de nou al palau del faraó.
Passaren molt anys i, un bon dia, es presentaren a casa els seus germans Aaró i Moisès, que s'havia exiliat d'Egipte per un crim de sang. Li explicaren que l'alliberament del poble d'Israel era proper. Un temps després, Míriam fou advertida pel seu germà gran Aaró que vindrien uns temps de penúries i plagues de tota classe, però que aconseguirien deixar la terra d'Egipte.
Míriam és considerada profetessa i se li atribueix tradicionalment el Càntic de la victòria de la mar Roja, que canta després de l'enfonsament de les tropes d'Egipte a la mar Roja, segons l'Èxode, 15, 20-21:
| « | Cantem al Senyor, perquè ha triomfat gloriosament; cavall i cavaller ha llençat dintre el mar. | » |

Míriam ajudà, durant la travessia del desert, Aaró i Moisès davant el poble d'Israel. Míriam, però, criticà durament Moisès pel seu matrimoni amb una dona cussita i Déu la va castigar tornant-la leprosa. Moisès va explicar-li que si s'estava set dies lluny del campament sanaria i Míriam obeí cegament. Al cap dels dies, la dona tornà ja curada i demanà perdó humilment al seu germà Moisès. Míriam va morir abans d'entrar a la Terra Promesa i fou sepultada a Cadeix.
Els llibres de la Bíblia ofereixen visions contradictòries d'aquest personatge, que s'explicaria per la hipòtesi documental de la seva composició. Així, els partidaris d'Aaró haurien escrit els fragments on apareix salvant Moisès o com a membre fidel, mentre que els sacerdots rivals haurien ressaltat el seu dubte i el càstig que rep de Déu.

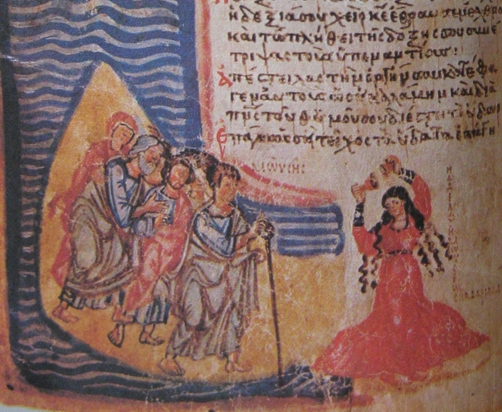
Míriam dansant després de la victòria de la mar Roja, al salteri de Chludov, s. IX
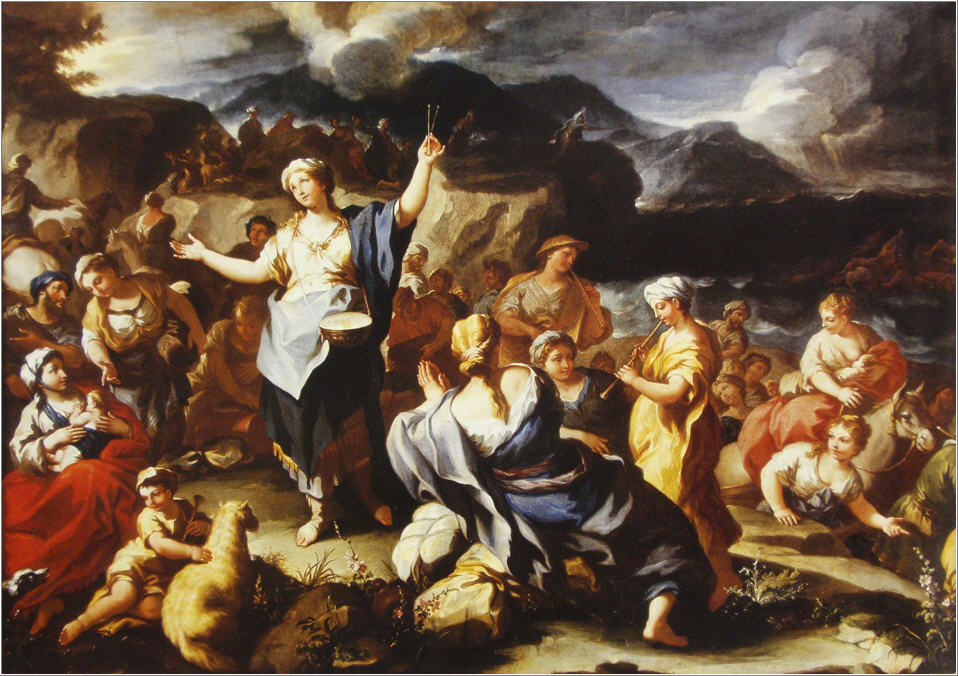
Càntic de Míriam, s. XVIII
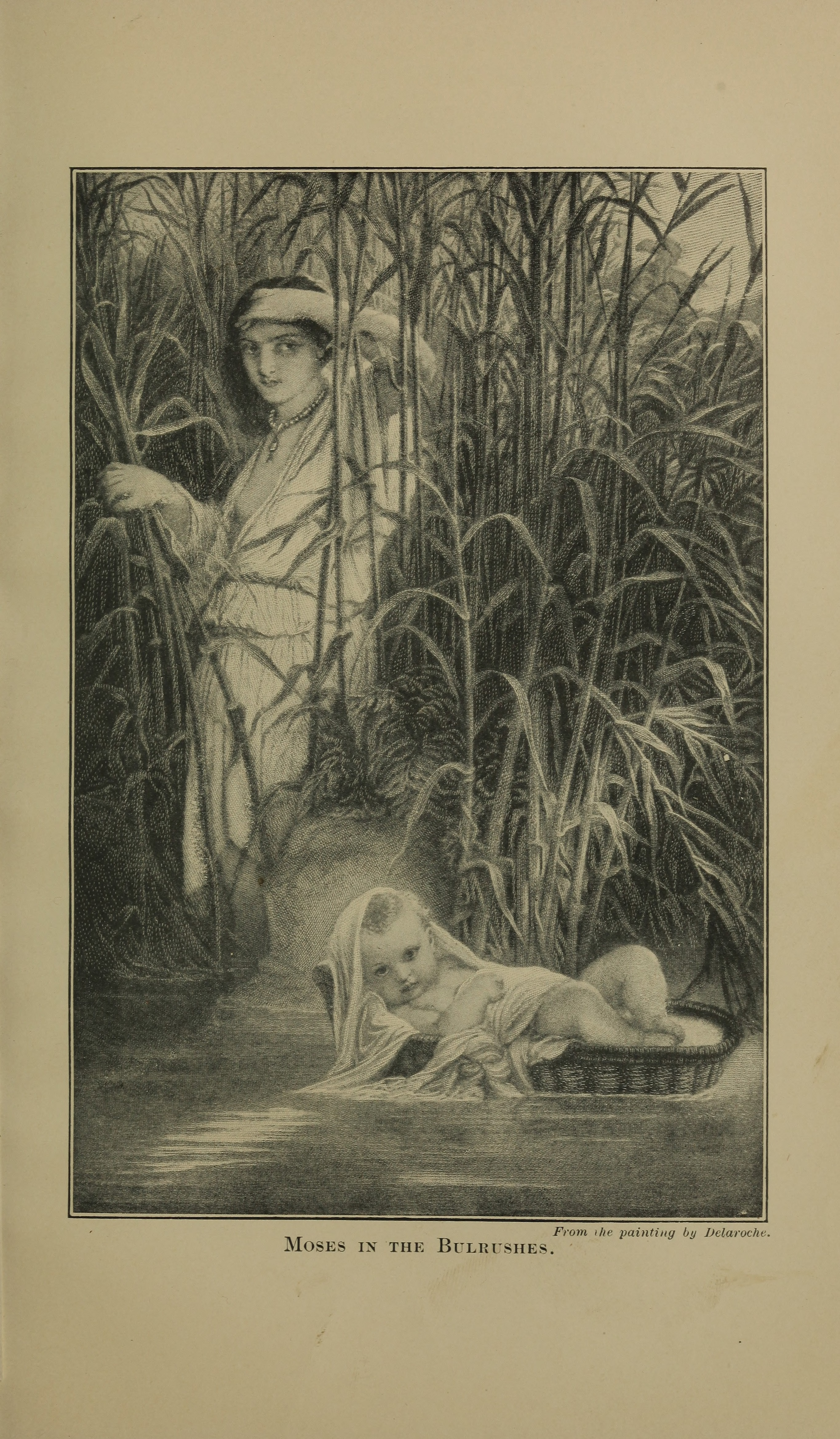
Míriam deixa Moisès entre els joncs

## Míriam en la cultura jueva
Míriam és una figura popular en el feminisme jueu; la "copa de Míriam", amb aigua, es beu amb la "copa d'Elies", que conté vi, durant la Pasqua, en memòria del pou de Míriam. El llibre de Miquees (6, 4) parla del tres profetes Moisès, Aaró i Míriam, anomenant-la profetessa com els seus germans.
Segons Flavi Josep en les Antiguitats dels jueus, Míriam va casar-se amb Hur, esmentat en l'Èxode com a company de Moisès. No obstant això, el Targum (Cròniques I, 2, 19; 4, 4) diu que Míriam és la mare d'Hur i que també tenia el nom d'Ephrath.